# جيم هال (عازف قيثارة)
جيم هال (بالإنجليزية: Jim Hall)‏ (و. 1930 – 2013 م) هو عازف قيثارة، وملحن، وعازف جاز، وعازف قيثارة جاز أمريكي، ولد في بوفالو، نيويورك، توفي في بوفالو، نيويورك، عن عمر يناهز 83 عاماً، بسبب نوبة قلبية.

## التعليم
تعلم في معهد كليفلاند للموسيقى ‏.

## وصلات خارجية
- جيم هال على موقع IMDb (الإنجليزية)
- جيم هال على موقع ميوزك برينز (الإنجليزية)
- جيم هال على موقع أول ميوزيك (الإنجليزية)
- جيم هال على موقع ديسكوغز (الإنجليزية)
- جيم هال في قاعدة بيانات الأفلام على الإنترنت